# Andrei Krauchanka
Andrei Krauchanka (en biélorusse Андрэй Краўчанка, souvent écrit sous forme russifiée Andrey Kravchenko) (né le 4 janvier 1986 à Myshanka, raïon de Petrykaw, dans le voblast de Homiel) est un athlète biélorusse, spécialiste du décathlon.

## Biographie
Grand espoir de l'athlétisme biélorusse, Andrei Krauchanka prend la deuxième place de l'octathlon des Championnats du monde cadets 2003, puis remporte dès l'année suivante le titre de champion du monde junior à Grosseto, devançant avec 8 126 points le Russe Aleksey Sysoyev. Il remporte par la suite les Championnats d'Europe juniors 2005 de Kaunas.
Il se distingue lors de la saison 2007 en se classant troisième de l'heptathlon des Championnats d'Europe en salle de Birmingham (6 090 points) puis en remportant le titre du décathlon des Championnats d'Europe espoirs de Debrecen avec 8 492 points. Il remporte également le prestigieux Meeting de Götzis où il améliore son record personnel avec 8 617 points. Cette performance le situe au troisième rang des meilleures performances mondiales de l'année 2007, juste derrière les 8 697 points du Tchèque Roman Šebrle et les 8 644 points du Jamaïcain Maurice Smith. Il participe aux Championnats du monde d'Osaka mais est disqualifié lors de la première épreuve, le 100 mètres.
En début d'année 2008, le Biélorusse établit un nouveau record national de l'heptathlon avec 6 234 points à l'occasion des Championnats du monde en salle de Valence. Il termine deuxième du concours derrière l'Américain Bryan Clay (6 371 points). Sélectionné pour les Jeux olympiques de Pékin, en août 2008, Andrei Krauchanka remporte la médaille d'argent du décathlon en réalisant un total de 8 551 points au terme de la deuxième journée de compétition, s'inclinant une nouvelle fois face à Bryan Clay (8 791 points). Il subit un revers lors des Championnats du monde 2009 en ne prenant que la dixième place finale.
Quatrième des Championnats du monde en salle de Doha, début 2010, Andrei Krauchanka monte sur la troisième marche du podium des Championnats d'Europe de Barcelone, fin juillet, en réalisant un total de 8 370 points (meilleure performance personnelle de la saison).
Il remporte son premier titre majeur en début de saison 2011 à l'occasion des Championnats d'Europe en salle de Paris-Bercy où il domine l'épreuve de l'heptathlon avec 6 282 points, devançant finalement le Français Nadir El Fassi et le Tchèque Roman Šebrle. 
Après une année blanche, il revient en 2013 au Multistars à Florence et remporte la compétition avec un total de 8 390 points qui le place en tête des bilans mondiaux de la saison, performance confirmée peu après à Kladno (8 380 points), mais il ne termine que 12e des Championnats du monde à Moscou avec 8 314 points (il avait été 10e lors de ceux de Berlin en 2009, son meilleur résultat).
En 2014, il devient champion d'Europe du décathlon à Zurich avec 8 616 pts, échouant à un point de son record personnel. Il devance le Français Kévin Mayer et le Russe Ilya Shkurenyov.
Depuis son titre, le Biélorusse subit de grave blessures le tenant éloigné des pistes. Il termine 6e des championnatx nationaux en salle 2018 au 60 m haies (8 s 36) et au saut en hauteur (2,10 m).
Il réalise son premier décathlon depuis 2014 le 9 juin 2019, à Brest (Biélorussie), et totalise 7 827 points.

## Palmarès
| Date | Compétition                                | Lieu                                  | Résultat | Épreuve    |
| ---- | ------------------------------------------ | ------------------------------------- | -------- | ---------- |
| 2003 | Championnats du monde cadets               | Sherbrooke                            | 2e       | Octathlon  |
| 2004 | Championnats du monde juniors              | Grosseto                              | 1er      | Décathlon  |
| 2005 | Championnats d'Europe juniors              | Kaunas                                | 1er      | Décathlon  |
| 2007 | Championnats d'Europe en salle             | Birmingham                            | 3e       | Heptathlon |
| 2007 | Hypo-Meeting                               | Götzis                                | 1er      | Décathlon  |
| 2007 | Championnats d'Europe espoirs              | Debrecen                              | 1er      | Décathlon  |
| 2007 | Championnats du monde                      | Osaka                                 | —        | Décathlon  |
| 2007 | Décastar                                   | Talence                               | 1er      | Décathlon  |
| 2008 | Championnats du monde en salle             | Valence                               | 2e       | Heptathlon |
| 2008 | Coupe d'Europe                             | Hengelo                               | 1er      | Décathlon  |
| 2008 | Jeux olympiques                            | Pékin                                 | 2e       | Décathlon  |
| 2008 | Décastar                                   | Talence                               | 1er      | Décathlon  |
| 2008 | Coupe du monde des épreuves combinées      | Coupe du monde des épreuves combinées | 1er      | Décathlon  |
| 2009 | Coupe d'Europe                             | Szczecin                              | 1er      | Décathlon  |
| 2009 | Championnats du monde                      | Berlin                                | 9e       | Décathlon  |
| 2010 | Championnats du monde en salle             | Doha                                  | 4e       | Heptathlon |
| 2010 | Championnats d'Europe                      | Barcelone                             | 3e       | Décathlon  |
| 2011 | Championnats d'Europe en salle             | Paris                                 | 1er      | Heptathlon |
| 2012 | Championnats du monde en salle             | Istanbul                              | 6e       | Heptathlon |
| 2013 | Multistars                                 | Florence                              | 1er      | Décathlon  |
| 2013 | TNT - Fortuna Meeting                      | Kladno                                | 1er      | Décathlon  |
| 2013 | Coupe du monde des épreuves combinées      | Coupe du monde des épreuves combinées | 1er      | Décathlon  |
| 2014 | Championnats du monde en salle             | Sopot                                 | 2e       | Heptathlon |
| 2014 | Championnats d'Europe                      | Zurich                                | 1er      | Décathlon  |
| 2019 | Championnats d'Europe d'épreuves combinées | Lutsk                                 | 15e      | Décathlon  |

## Records
| Épreuve    | Points         | Lieu   | Date        |
| ---------- | -------------- | ------ | ----------- |
| Décathlon  | 8 617 pts (NR) | Götzis | 27 mai 2007 |
| Heptathlon | 6 303 pts (NR) | Sopot  | 8 mars 2014 |